# 河南府文庙
河南府文庙位于中华人民共和国河南省洛阳市老城区东南隅文明街，历史上为供奉祭奠孔子的庙宇，同时也是河南府府学。2006年被公布为第六批全国重点文物保护单位。
洛阳在历史上曾同时为河南府的府治和洛阳县的县治，因此同时设有府、县两级文庙。洛阳县文庙位于东关大街，建筑毁于民国时期，仅存孔子入周问礼碑。

## 历史
据《洛阳县志》和《金元洛阳城池图》等资料推测，河南府文庙的始建年代应当在金元时期。清顺治八年（1651年）和顺治十四年(1657年)分别扩建。河南府文庙在明清时期为六进院落，原有照壁、棂星门、泮池、戟门、大成殿、明伦堂、尊经阁和乡贤祠、名宦祠等建筑。棂星门为三间牌楼式建筑，两侧有河图洛书的彩塑浮雕，南侧为照壁，入棂星门后为泮池，上有玲珑石拱桥一座，上刻有“泮池生香”四字。泮池边和石桥两侧均有雕花石栏，上雕卧狮。清光绪年间，随着科举制的废除，河南府学停办，河南府文庙被改建为“产婴堂”，收留流浪和逃难的孕妇。1925年，洛阳当地士绅在河南府文庙创办明德中学，为洛阳第一所私立中学。1944年曾被日军作为洛阳警备司令部使用。1949年后，河南府文庙由文明街小学占用，文革时期照壁、棂星门、泮池被拆除，用来建设教学楼。在河南府文庙于2006年被公布为全国重点文物保护单位后，洛阳市相关政府部门将学校迁出，同时对河南府文庙进行修缮保护。

## 现存建筑
河南府文庙现存戟门、大成殿等建筑，建筑年代为明代。戟门面阔三间，进深二间，为单檐悬山式建筑，砖木结构，前后檐用斗拱，左右各一间掖门。大成殿面阔五间，进深四间，为单檐歇山式建筑，顶覆琉璃瓦，四面檐下皆用斗拱。殿前有月台，台南正中有两列台阶，之间镶嵌一块浮雕二龙戏珠青陛石。大成殿后为明伦堂，面阔五间，进深三间，为单檐硬山式建筑。